# DFS Classic 2003 - Doppio
Il doppio del DFS Classic 2003 è stato un torneo di tennis facente parte del WTA Tour 2003.
Shinobu Asagoe e Els Callens erano le detentrici del titolo, ma hanno partecipato con partner differenti, la Asagoe con Nana Miyagi e la Callens con Meilen Tu.
La Asagoe e la Miyagi hanno perso nei quarti di finale contro Rika Fujiwara e Roberta Vinci.
La Callens e la Tu hanno battuto in finale 7–5, 6–4 Alicia Molik e Martina Navrátilová.

## Teste di serie
1. n/a
2. Elena Dement'eva /  Emmanuelle Gagliardi (primo turno)
3. Liezel Huber /  Magdalena Maleeva (primo turno)
4. Nathalie Dechy /  Émilie Loit (primo turno)

## Tabellone

### Legenda
| - Q = Qualificato - WC = Wild card - LL = Lucky loser | - ALT = Alternate - SE = Special Exempt - PR = Protected Ranking | - w/o = Walkover - r = Ritirato - d = Squalificato |